# Diakovce
Diakovce es un municipio del distrito de Šaľa en la región de Nitra, Eslovaquia, con una población estimada a final del año 2024 de 2377 habitantes.
Se encuentra ubicado al oeste de la región, cerca del río Váh (cuenca hidrográfica del Danubio) y de la frontera con la región de Trnava.

## Demografía
| Año        | 1994 | 2004    | 2014    | 2024    |
| ---------- | ---- | ------- | ------- | ------- |
| Población  | 2113 | 2223    | 2259    | 2377    |
| Diferencia |      | +5,20 % | +1,61 % | +5,22 % |

| Año        | 2023 | 2024    |
| ---------- | ---- | ------- |
| Población  | 2380 | 2377    |
| Diferencia |      | −0,12 % |